# Spondylurus caicosae
Spondylurus caicosae — вид сцинкоподібних ящірок родини сцинкових (Scincidae). Ендемік Островів Теркс і Кайкос. Описаний у 2012 році.

## Поширення і екологія
Spondylurus caicosae мешкають на островах Кайкос. Вони живуть в чагарникових заростях, трапляються в сухих тропічних лісах і в садах. Є живородними.

## Збереження
МСОП класифікує стан збереження цього виду як близький до загрозливого. Spondylurus caicosae загрожує знищення природного середовища та хижацтво з боку інтродукованих кішок і чорних щурів.